# André Masset
André Masset (* 24. November 1910 in Montdidier; † 1975) war ein französischer Fußballspieler.

## Karriere
Masset spielte im Trikot des nordfranzösischen Vereins AC Amiens, bevor er 1933 zum Erstligisten FC Antibes und damit in den Profifußball wechselte. Für Antibes kam der Abwehrspieler von Beginn an zu regelmäßigen Einsätzen, woran sich in den darauffolgenden Jahren nichts änderte. Mit dem Klub hielt er die Klasse, bis die Fußballmeisterschaft von 1939 an aufgrund des Zweiten Weltkriegs nur noch inoffiziell fortgesetzt wurde; dieser Einschnitt markierte zugleich das Ende von Massets Erstligakarriere, die 168 Partien ohne Tor umfasste. 
Nach Kriegsende spielte er für Antibes in der zweiten Liga und war noch im Verlauf der Saison 1950/51 mit 40 Jahren als Amateurspieler für den Verein aktiv, der mittlerweile in den unteren Ligen antrat.